# دائرة الأزهرية
دائرة الأزهرية هي إحدى دوائر ولاية تيسمسيلت الجزائرية و تتكون من ثلاث بلديات هي:الأزهرية و بوقايد و الأربعاء.